# 福岡県道69号宗像玄海線
福岡県道69号宗像玄海線（ふくおかけんどう69ごう むなかたげんかいせん）は、福岡県宗像市を通る県道（主要地方道）である。

## 概要
宗像市石丸3丁目から宗像市神湊（こうのみなと）に至る。
赤間・玄海間の主要道路で、城山 - 東郷橋西間はかつては国道3号であり、城山 - 三郎丸間は城山トンネル開通時に廃線となった九州鉄道鹿児島本線の旧線跡を用地転用したものである。このため、赤間・陵厳寺地区には明治時代中期の煉瓦造りの橋梁や築堤が残っており、路盤下で現役で使用されている。
沿線には「交通の神様」として知られる宗像大社がある。

### 路線データ
- 起点：福岡県宗像市石丸3丁目（城山交差点、国道3号交点）
- 終点：福岡県宗像市神湊（神湊交差点、国道495号交点）

## 歴史
- 1993年（平成5年）5月11日 - 建設省から、県道宗像玄海線が宗像玄海線として主要地方道に指定される[2]。

## 路線状況

### 重複区間
- 福岡県道97号福間宗像玄海線（宗像市東郷・東郷橋東交差点 - 宗像市東郷3丁目・東郷橋西交差点）
- 福岡県道502号玄海田島福間線（宗像市田島 - 宗像市深田・宗像大社前交差点）

### 道路施設

#### 橋梁
- 須恵橋（山田川、宗像市）
- 稲元橋（山田川、宗像市）
- 東郷橋（釣川、宗像市）
- 亀石橋（大井川、宗像市）

## 地理

### 通過する自治体
- 福岡県
  - 宗像市

### 交差する道路
| 交差する道路                                  | 交差する場所         | 交差する場所       |
| --------------------------------------------- | -------------------- | ------------------ |
| 国道3号                                       | 石丸3丁目            | 城山交差点 / 起点  |
| 福岡県道29号直方宗像線 福岡県道75号若宮玄海線 | 陵厳寺1丁目          | 赤間西交差点       |
| 福岡県道512号赤間停車場線                     | 赤間駅前1丁目        | 赤間駅北口交差点   |
| 福岡県道401号宗像若宮線                       | くりえいと1丁目      | くりえいと南交差点 |
| 福岡県道291号野間須恵線                       | 須恵1丁目            | 須恵橋交差点       |
| 福岡県道527号曲須恵線                         | 須恵1丁目            |                    |
| 福岡県道97号福間宗像玄海線 重複区間起点       | 東郷                 | 東郷橋東交差点     |
| 福岡県道97号福間宗像玄海線 重複区間終点       | 東郷3丁目            | 東郷橋西交差点     |
| 福岡県道92号宗像篠栗線                        | 田熊                 |                    |
| 福岡県道529号田島田熊線                       | 田島                 | 亀石橋交差点       |
| 福岡県道502号玄海田島福間線 重複区間起点      | 田島                 |                    |
| 福岡県道502号玄海田島福間線 重複区間終点      | 深田                 | 宗像大社前交差点   |
| 国道495号 福岡県道300号岡垣玄海線 重複        | 神湊（こうのみなと） | 神湊交差点 / 終点  |

### 沿線
- 城山
- 福岡教育大学
- JR九州鹿児島本線
  - 教育大前駅 - 赤間駅
- 西鉄バス宗像・本社
- 宗像大社
- 宗像市立玄海小学校
- 桜京古墳
- 宗像ユーアイゴルフクラブ